# Szczelina synaptyczna

Schemat synapsy: w centrum widoczna szczelina synaptyczna (4).

Szczelina synaptyczna – element budowy synapsy. Jest to szczelina między błoną presynaptyczną a błoną postsynaptyczną.
Szczelina synaptyczna występuje głównie w synapsach chemicznych, gdyż w synapsach nerwowych szczelina ta jest mocno zredukowana w związku z przenoszeniem depolaryzacji błony presynaptycznej bezpośrednio na błonę postsynaptyczną.
Do szczeliny synaptycznej wydzielane są neuroprzekaźniki. Nadmiernej dyfuzji neuroprzekaźnika poza szczelinę synaptyczną zapobiegają charakterystyczne połączenia między błonami - presynaptyczną i postsynaptyczną - które umożliwiają bezpośrednie docieranie neuroprzekaźnika do receptorów umieszczonych na błonie postsynaptycznej.